# 宇文測
宇文測（484年—537年11月25日），字澄鏡，鲜卑名乌甘头，河南郡洛阳县（今河南省洛阳市东）人。宇文泰的族子。

## 生平
宇文測为人勤恳好学，慎言行。初任奉朝請、殿中侍御史，历任司徒右長史、安東将軍。娶东平王元匡之女陽平公主为妻，任駙馬都尉。北魏孝武帝怀疑高欢，派宇文測为使者联络宇文泰。宇文測出使後归還，封广川县伯。孝武帝入关中，宇文測跟从。
宇文泰为丞相，宇文測为属下右長史，国政事務多委任给他。命宇文測为宇文泰详定宗室遠近，附記属籍。任通直散騎常侍、黄門侍郎。
538年，任侍中、長史。540年，事件連座被免职。复为使持節、驃騎大将軍、開府儀同三司、大都督、行汾州事。宇文測为政簡素惠民，民心安定。汾州（今陕西宜川东北）地接東魏，捕拿入侵者，宇文測为他们解縛，引入賓館，待以客礼。设摆酒宴，给他们食粮送他们归还本国，東魏人耻於侵攻。西魏的汾州和東魏的晋州之間互相通好，使边境之民各安其业。当時有人诬告宇文測私通東魏，宇文泰对诬陷宇文测的人非常恼火，他说：“宇文测尽力抚民安边，一向忠心耿耿，这种小人竟无事生非，离间我们骨肉之情，陷害良臣，实在可恨！”
大统三年十月八日庚戌（537年11月25日），宇文测在绥州去世，虚岁五十四，朝廷赠予本官，谥号靖伯，当年十二月甲申（537年3月15日）葬于京兆山北县。

## 家庭

### 祖父
- 宇文麒麟，北魏平北将军、营州刺史[1]

### 父母
- 宇文永，北魏征虏将军、武川镇将[1]
- 昌黎韩氏，北魏冀齐二州刺史、燕郡康公韩麒麟孙女，主文中散、宁远将军、渔阳郡太守韩兴宗之女[2]

### 兄弟
- 宇文深，北周骠骑大将军、开府仪同三司、司会中大夫、安化成康公

### 夫人
- 河南拓跋氏，北魏侍中、司空公、东平王元匡之女，封阳平县主[1]

### 子女
- 宇文该，鲜卑名什伏伐[1]，北周上开府仪同三司、徐州刺史、临淄县公
- 宇文窟拔[1]
- 宇文落神，嫁河南郡司射中士拓王道买[1]

## 墓志
2009年入藏大唐西市博物館。

魏故使持節驃騎大將軍開府儀同三司綏州刺史廣川靖伯宇文測墓
祖騏驎，平北將軍，營州刺史。父永，征虜將軍，武川鎮將。公諱測，字烏甘頭，河南洛陽人也。其先建邦遼海，号大單于國。并仕魏，世有冠冕。盖詳諸史牒，可得而略也。公性寬和，有器量。正光中，起家辟司空府行參軍，拜伏波將軍，羽林監，領殿中侍御史。除南兖州別駕，轉洛州長史。永熙末，拜征虜將軍，司徒府右長史。大統初，拜安東將軍，營州大中正，廣川縣開國伯，邑五百戶。尋加鎮東將軍，河南邑中正，進號征東將軍，太子少保。後除衛尉卿，俄轉光禄勳，拜大丞相府右長史，除持節，汾州大都督，加通直散騎常侍。尋授使持節，汾州諸軍事，行汾州事。徵拜黃門侍郎，散騎常侍，遷車騎大將軍，儀同三司，拜使持節，驃騎大將軍，開府，大都督，綏州諸軍事，侍中，綏州刺史。公入司喉唇，出登牧伯，威而不猛，寬而不縱，克協民戎，抑古之遺愛也。春秋五十有四，三年冬十月八日庚戌薨於位，贈以本官，諡曰靖伯，禮也。十二月甲申，窆於京兆山北縣。陵谷不常，爰立兹誌，知公墓焉。
夫人河南拓拔氏，陽平縣主。父匡，侍中，司空公，東平王。世子什伏伐。次子窟拔。女落神，適河南郡司射中士招王道買。

## 延伸阅读
[在维基数据编辑]
 《周書·卷27》，出自令狐德棻《周書》
 《北史·卷057》，出自李延壽《北史》